# Takis Lemonis
Panagiotis 'Takis' Lemonis (Atenas, 13 de janeiro de 1960) é um treinador e ex-futebolista profissional grego, que atuava como meia.

## Carreira

### Olympiacos
Takis Lemonis se profissionalizou no Olympiacos, em 1978 e atuou no clube até 1987.

## Treinador
Takis Lemonis Iniciou no Asteras Zografou em 1996.

### Olympiacos
Assumiu o comando da equipe para a temporada 2017-2018, como interino e permaneceu até o fim da temporada.

## Títulos

### Jogador
Olympiacos
- Greek Championship (4): 1980, 1981, 1982, 1987
- Greek Cup  (1): 1981

### Treinador
Olympiacos
- Greek Championship (4): 2001, 2002, 2007, 2017
- Greek Cup : Vice (2) : 2001,2002
- Greek Super Cup (1): 2007

Omonia
- Cypriot Championship (1) : 2010
- Cyprus FA Shield (1) : 2010